# جارباس فائوستینو
جارباس فائوستینو (به پرتغالی: Jarbas Faustinho) هافبک اهل برزیل است که در شهر ریودو ژانیرو و در تاریخ ۲۱ سپتامبر ۱۹۳۹ به دنیا آمده‌است.
جارباس فائوستینو در تیم‌های فوتبال ناپولی سابقهٔ حضور دارد.